# Bisulfuro
El bisulfuro  es un anión inorgánico derivado del ácido sulfhídrico (H2S). Su fórmula química es HS-  (a veces SH-) por lo que su nombre correcto es el de sulfuro ácido.  Forma varias sales incoloras con diferentes iones metálicos, caracterizadas a veces por un distintivo olor a podrido. Al provenir de un ácido diprótico parcialmente desprotonado, tiene carácter anfótero, pudiendo actuar tanto como ácido como base, por lo que puede reaccionar con bases fuertes (hidróxido sódico o potásico) o moderadamente débiles así como con ácidos. En disolución acuosa muestra preferentemente carácter básico, de pH próximo a 10, formado disoluciones  corrosivas e irritantes en contacto con la piel. Es un compuesto químico con muchos usos industriales, utilizado principalmente en la industria de pulpa de papel (proceso Kraft), textiles, sabores sintéticos, coloración de latón y control de hierro.

## Propiedades químicas
Se conocen bastantes sales, como el sulfuro ácido de sodio y el sulfuro ácido de potasio. El sulfuro ácido de amonio, un componente de las "bombas de olor" no ha podido ser aislado como un sólido puro. Algunos compuestos descritos como sales de sulfuro  contienen principalmente bisulfuro. 

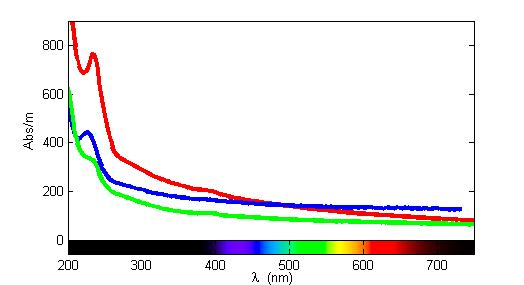
Espectro UV/VIS de residuos sépticos de aguas residuales. El pico de absorción alrededor de 230 nm corresponde al bisulfuro.

El bisulfuro acuoso absorbe rayos UV de unos 230 nm de longitud de onda.  El espectro UV/VIS puede servir para determinar la concentración del compuesto en el océano y en vertidos.

### Basicidad
Al provenir de un ácido diprótico parcialmente desprotonado, el disulfuro, a efectos de equilibrio ácido base se considera un anfolito o sustancia ánfótera; es decir, una sustancia que puede reaccionar ya sea como un ácido o como una base.
Comportamiento ácido
{\displaystyle {\ce {HS- + H2O <=> S^2- + H3O+}}} {\displaystyle (Ka_{2}=1,2\cdot 10^{-13})}
Comportamiento básico
{\displaystyle {\ce {HS- + H2O <=> H2S + OH-}}} {\displaystyle (K_{b1}=8,3\cdot 10^{-2})}
Dado que la constante de equilibrio de la reacción ácida es extremadamente baja, muy inferior a la constante de equilibrio de la reacción básica, el bisulfuro, cuando se encuentra en disolución acuosa, se muestra preferentemente como base, por lo que sus disoluciones presentan pH próximo a 10 y un característico olor a putrefacto, debido a la formación de sulfuro de hidrógeno, H2S.

### Reacciones químicas
El bisulfuro  experimenta las reacciones químicas típicas de los tiolato. Tratado con un ácido estándar, se convierte en ácido sulfhídrico y una sal metálica. Con ácidos fuertes, puede capturar un protón adicional y dar H3S+. Su oxidación tiene como resultado un sulfato. A temperaturas altas, las sales se bisulfuro se descomponen en  sales de sulfuro sales y ácido sulfhídrico.

### Bioquímica
A un pH fisiológico, el H2S se encuentra normalmente ionizado como bisulfuro, por lo que en contextos bioquímicos, tanto el bisulfuro como el hidrosulfuro se denominan normalmente «sulfuro de hidrógeno». EL hidrosulfuro es un gasotransmisor, cuya función concreta y modos de interacción con otros moléculas de señalización son el foco de muchas investigaciones.

## Otros derivados
El bisulfuro forma  complejos con la mayoría de iones metálicos, como, por ejemplo,  [Au(SH)2]− y (C5H5)2Ti(SH)2, derivados de cloruro de oro(I) y del dicloruro de titanoceno dichloride, respectivamente.

## Seguridad
Las sales de bisulfuro son corrosivas y deben  ser manejados con cuidado para evitar  quemaduras en la piel, daños oculares permanentes, e irritación de las membranas mucosas. Para manipular las sales, se precisan guantes resistentes de goma de nitrilo. Los compuestos de bisulfuro deben mantenerse alejados de ácidos, peróxidos, zinc, aluminio, cobre y sus aleaciones.